# 陳用
陳用，字時顯，福建莆田縣人，明朝政治人物。

## 生平
永樂元年（1403年）癸未科福建鄉試第一名舉人，永樂九年（1411年）辛卯科三甲第四名進士。選翰林庶吉士，授編修。正統初年，升侍講，后因母喪丁憂辭職。